# Gabriel de Llupià de Pagès-Vallgornera
Gabriel de Llupià de Pagès (Perpinyà, 20 de febrer de 1595 – Barcelona?, gener de 1673) va ser senyor de la Vall de Conat i governador de Catalunya.
En esclatar les hostilitats entre la Corona Hispànica i el regne de França, Llucià és visitador del General a Perpinyà. Durant els anys previs a la Guerra dels Segadors, s'implica en la lluita contra l’exèrcit de Lluís XIII. Manel Güell consigna els següents càrrecs: sergent major a la campanya de 1636, ambaixador davant del virrei duc de Cardona per tractar el repartiment d’armes a les poblacions (1637) i comandant d’un terç català en la batalla a Salses (1639).
Com a alcaide del castellet de Perpinyà, el juny de 1640 nega l’allotjament als soldats del terç de Leonardo Molas que havien causat disturbis a La Selva. Les tropes hispàniques opten per bombardejar la capital del Rosselló i posteriorment ocupar-la militarment, fet que empeny Llupià a buscar suports entre les autoritats franceses. En tenir-ne coneixement, el governador Juan de Garay va ordenar el seu empresonar.
Ramon Rubí de Marimon aconsegueix alliberar Llupià el febrer de 1641, i cooptar-la per la causa castellana gràcies a la concessió del càrrec de governador del Rosselló i el títol de cavaller de l’ordre de Santiago.
Després d’una breu estada a la cort madrilenya (1643), s'integra en l’exèrcit de Felip IV de Castella. Aconsegueix recuperar Agramunt (1644), d’on esdevé governador.
El 3 de desembre de 1648 és nomenat governador general de Catalunya, càrrec que no va poder ostentar fins a la primavera de 1653. En aquest lustre, va ser una peça clau per fiançar el control de les tropes del marquès de Mortara a Catalunya.
Capitulada Barcelona, Llupià va sotmetre les comarques de Vic i Olot i va reprimir la rebel·lió de Puigcerdà. La firma del Tractat dels Pirineus oficialitza l’annexió del Rosselló a França. Les vendes, possessions i béns de Llupià foren confiscades per Lluís XIV, i majorment atorgades a Josep de Margarit i Felip Copons.